# Pentastomida
Pentastomides
Sous-classe
Les Pentastomides (Pentastomida) sont un groupe de crustacés vermiformes vivant en parasites dans les poumons et les fosses nasales des reptiles, des oiseaux et des mammifères. Les adultes mesurent de quelques millimètres à 14 cm de longueur.
Il existe environ 130 espèces de pentastomides, dont quelques fossiles du Cambrien et du Dévonien.

## Description
Les adultes ont l'aspect de vers. Le corps est annelé et montre une symétrie bilatérale. La bouche est entourée de deux paires de crochets. Initialement, ceux-ci ont été pris pour des ouvertures additionnelles, d'où l'appellation du groupe : en grec ancien, penta (πέντε) signifie cinq et stoma (στόμα), bouche.

## Liste des espèces
Cette classification suit celle de Joel W. Martin et George E. Davis, lesquels placent les Pentastomida dans la classe des Maxillopoda à l'intérieur du sous-embranchement des Crustacea. Elle indique les ordres actuels et fossiles, les superfamilles, les familles, les genres et les espèces.
- †Aengapentastomum Waloszek, Repetksi & Maas 2006
  - †Aengapentastomum andresi Waloszek, Repetksi & Maas 2006
- †Boeckelericambria Walossek & Müller 1994
  - †Boeckelericambria pelturae Walossek & Müller 1994
- †Haffnericambria Walossek & Müller 1994
  - †Haffnericambria trolmeniensis Walossek & Müller 1994
- †Heymonsicambria Walossek & Müller 1994
  - †Heymonsicambria ahlgreni Castellani et al.  2011
  - †Heymonsicambria gossmannae Walossek & Müller 1994
  - †Heymonsicambria kinnekullensis Walossek & Müller 1994
  - †Heymonsicambria repetskii Walossek & Müller 1994
  - †Heymonsicambria scandica Walossek & Müller 1994
  - †Heymonsicambria taylori Walossek, Repetski & Müller 1994
- Eupentastomida Waloszek, Repetski & Mass 2006
  - Cephalobaenida Heymons, 1935
    - Cephalobaenidae Heymons, 1922

- Bothropsiella Cavalieri 1967 [species inquirendum]

- Bothropsiella cornuta Cavalieri 1967

- Cephalobaena Heymons, 1922

- Cephalobaena tetrapoda Heymons, 1922

- -     - †Invavita Siveter et al.  2015

- †Invavita piratica Siveter et al.  2015

- - Reighardiida Almeida & Christoffersen, 1999

- Reighardiidae Heymons, 1926

- Hispania Martínez et al., 2004

- Hispania vulturis Martínez et al., 2004

- Reighardia Ward, 1899

- Reighardia lomviae Dyck, 1975
- Reighardia sternae (Diesing, 1864)

- - Raillietiellida Almeida & Christoffersen, 1999

- Raillietiellidae Sambon, 1922

- Raillietiella Sambon, 1910

- Raillietiella aegypti Ali, Riley & Self, 1982
- Raillietiella affinis Bovien, 1927
- Raillietiella agcoi Tubangui & Masiluñgan, 1936
- Raillietiella ampanihyensis Gretillat, Brygoo & Domergue, 1962
- Raillietiella amphiboluri Mahon, 1954
- Raillietiella belohaensis McAllister, Riley, Freed & Freed, 1993
- Raillietiella bicaudata Heymons & Vitzthum, 1935
- Raillietiella boulengeri (Vaney & Sambon, 1910)
- Raillietiella bufonis Ali, Riley & Self, 1982
- Raillietiella cartagenensis Ali, Riley & Self, 1985
- Raillietiella chamaeleonis Gretillat & Brygoo, 1959
- Raillietiella colubrilineati (Leuckart, 1860)
- Raillietiella congolensis Fain, 1961
- Raillietiella crotali Ali, Riley & Self, 1984
- Raillietiella freitasi (Motta & Gomes, 1968)
- Raillietiella furcocercum (Diesing, 1836)
- Raillietiella gehyrae Bovien, 1927
- Raillietiella gigliolii Hett, 1924
- Raillietiella gowrii Rajalu & Rajendran, 1970
- Raillietiella hebitihamata Self & Kuntz, 1960
- Raillietiella hemidactyli Hett, 1934
- Raillietiella indica Gedoelst, 1921
- Raillietiella kochi Heymons, 1926
- Raillietiella mabuiae Heymons, 1922
- Raillietiella maculatus Rao & Hiregaudar, 1962
- Raillietiella maculilabris Ali, Riley & Self, 1984
- Raillietiella madagascariensis McAllister et al., 1993
- Raillietiella mediterranea (Hett, 1915)
- Raillietiella monarchus Ali, Riley & Self, 1984
- Raillietiella morenoi Abreu-Acosta et al., 2006
- Raillietiella mottae Almeida, Freire & Lopes, 2008
- Raillietiella namibiensis Riley & Heideman 1998
- Raillietiella orientalis (Hett, 1915)
- Raillietiella piscator Nair, 1967
- Raillietiella rileyi Krishnasamy et al., 1995
- Raillietiella schoutedeni Fain, 1960
- Raillietiella scincoides Ali, Riley & Self, 1984
- Raillietiella spiralis Hett, 1924
- Raillietiella teagueselfi Riley, McAllister & Freed, 1988
- Raillietiella tetrapoda (Gretillat, Brygoo & Domergue, 1962)
- Raillietiella trachea Riley, Oaks & Gilbert, 2003
- Raillietiella venteli (Motta, 1965)

- Yelirella Spratt, 2010

- Yelirella petauri (Spratt, 2003) Spratt 2010

- - Porocephalida Heymons 1935
    - Linguatuloidea Haldeman 1851
      - Linguatulidae Haldeman, 1851
        - Linguatula Frölich, 1789
          - Linguatula arctica Riley, Haugerud & Nilssen, 1987
          - Linguatula multiannulata Haffner & Rack in Haffner, Rack & Sachs, 1969
          - Linguatula recurvata (Diesing, 1850)
          - Linguatula serrata Frölich, 1789

        - Neolinguatula Haffner & Rack in Haffner, Rack & Sachs, 1969
          - Neolinguatula nuttalli (Sambon, 1922)

      - Subtriquetridae Fain, 1961
        - Subtriquetra Sambon, 1922
          - Subtriquetra megacephalum (Baird, 1853)
          - Subtriquetra rileyi Junker, Boomker & Booyse, 1998
          - Subtriquetra shipleyi Hett, 1924
          - Subtriquetra subtriquetra (Diesing, 1836)

    - Porocephaloidea Sambon 1922
      - Porocephalidae Sambon, 1922
        - Armillifer Sambon, 1922
          - Armillifer aborealis Riley & Self, 1981
          - Armillifer agkistrodontis Self & Kuntz, 1966
          - Armillifer armillatus (Wyman, 1845)
          - Armillifer australis Heymons, 1935
          - Armillifer grandis (Hett, 1915)
          - Armillifer mazzai (Sambon, 1922)
          - Armillifer moniliformis (Diesing, 1836)
          - Armillifer yoshidai Kishida, 1928

        - Cubirea Kishida, 1928
          - Cubirea annulata (Baird, 1853)
          - Cubirea pomeroyi (Woodland, 1921)

        - Elenia Heymons, 1932
          - Elenia australis Heymons, 1932

        - Gigliolella Chabaud & Choquet, 1954
          - Gigliolella brumpti (Giglioli, 1922)

        - Kiricephalus Sambon, 1922
          - Kiricephalus clelii Riley & Self, 1980
          - Kiricephalus coarctatus (Diesing, 1850)
          - Kiricephalus constrictor Riley & Self, 1980
          - Kiricephalus gabonensis Riley & Self, 1980
          - Kiricephalus pattoni (Stephens, 1908)
          - Kiricephalus tortus (Shipley, 1898)

        - Parasambonia Stunkard & Gandal, 1968
          - Parasambonia bridgesi Stunkard & Gandal, 1968
          - Parasambonia minor Riley & Self, 1982

        - Porocephalus Humboldt, 1812
          - Porocephalus basiliscus Riley & Self, 1979
          - Porocephalus benoiti Fain, 1960
          - Porocephalus bifurcatus
          - Porocephalus clavatus (Wyman, 1845)
          - Porocephalus crotali Humboldt, 1812
          - Porocephalus dominicana Riley & Walters, 1980
          - Porocephalus stilesi Sambon in Vaney & Sambon, 1910
          - Porocephalus subuliferum (Leuckart, 1860)
          - Porocephalus taiwana Qiu, Ma, Fan & Lu, 2005
          - Porocephalus tortugensis Riley & Self, 1979

        - Waddycephalus Sambon, 1922
          - Waddycephalus calligaster Riley & Self, 1981
          - Waddycephalus komodoensis Riley & Self, 1981
          - Waddycephalus longicauda Riley & Self, 1981
          - Waddycephalus porphyriacus Riley & Self, 1981
          - Waddycephalus punctulatus Riley & Self, 1981
          - Waddycephalus radiata Riley & Self, 1981
          - Waddycephalus scutata Riley & Self, 1981
          - Waddycephalus superbus Riley & Self, 1981
          - Waddycephalus teretiusculus (Baird, 1862)
          - Waddycephalus vitiensis Heymons, 1932

      - Sebekidae Sambon, 1922
        - Alofia Giglioli in Sambon, 1922
          - Alofia ginae Giglioli in Sambon, 1922
          - Alofia indica (von Linstow, 1906)
          - Alofia merki Giglioli 'in Sambon, 1922
          - Alofia nilotici Riley & Huchzermeyer, 1995
          - Alofia parva Riley & Huchzermeyer, 1995
          - Alofia platycephalum (Lohrmann, 1889)
          - Alofia simpsoni Riley, 1994
          - Alofia travassosi (Heymons, 1932)

        - Diesingia Sambon, 1922
          - Diesingia kachugensis (Shipley, 1910)
          - Diesingia megastomum (Diesing, 1836)

        - Selfia Riley, 1994
          - Selfia porosus Riley, 1994

        - Leiperia Sambon, 1922
          - Leiperia australiensis Riley & Huchzermeyer, 1996
          - Leiperia cincinnalis (Sambon in Vaney & Sambon, 1910)
          - Leiperia gracilis (Diesing, 1836)

        - Sambonia Noc & Giglioli, 1922
          - Sambonia clavata (Lohrmann, 1889)
          - Sambonia parapodum Self & Kuntz, 1966
          - Sambonia solomenensis (Self & Kuntz, 1957)
          - Sambonia varani (Self & Kuntz, 1957)
          - Sambonia wardi (Sambon in Vaney & Sambon, 1910)

        - Agema Riley et al., 1997
          - Agema silvaepalustris Riley et al., 1997

        - Pelonia Junker & Boomker, 2002
          - Pelonia africana Junker & Boomker, 2002

        - Sebekia Sambon, 1922
          - Sebekia cesarisi Giglioli in Sambon, 1922
          - Sebekia divestei Giglioli in Sambon, 1922
          - Sebekia johnstoni Riley, Spratt & Winch, 1990
          - Sebekia microhamus Self & Rego, 1985
          - Sebekia minor (Wedl, 1861)
          - Sebekia mississippiensis Overstreet, Self & Vliet, 1985
          - Sebekia multiannulata Riley, Spratt & Winch, 1990
          - Sebekia novaeguineae Riley, Spratt & Winch, 1990
          - Sebekia okavangoensis Riley & Huchzermeyer, 1995
          - Sebekia oxycephalum (Diesing, 1836)
          - Sebekia purdieae Riley, Spratt & Winch, 1990
          - Sebekia trinitatis Riley, Spratt & Winch, 1990